# Raspberry Pi OS
Raspberry Pi OS (ранее Raspbian) — основанная на Debian операционная система для Raspberry Pi. Существует несколько версий Raspbian, в том числе Raspbian Stretch и Raspbian Jessie. С 2015 года Raspbian официально представлена Raspberry Pi Foundation в качестве основной операционной системы для одноплатных компьютеров Raspberry Pi. Raspbian была создана Майком Томпсоном и Питером Грином в качестве независимого проекта. Первоначальная сборка была выполнена в июне 2012 года. Операционная система находится в стадии активной разработки. Raspbian оптимизирована для низкопроизводительных процессоров ARM, используемых в линейке компьютеров Raspberry Pi.
В качестве основной среды рабочего стола используется PIXEL (Pi Improved Xwindows Environment, Lightweight). Она состоит из модифицированной среды рабочего стола LXDE и менеджера окон Openbox с новой темой и несколькими другими изменениями. Дистрибутив поставляется с копией программы компьютерной алгебры Mathematica, особой версией Minecraft под названием Minecraft Pi, а также с облегченной последней версией браузера Chrome.

## Мнения
Из обзора Джесси Смита (DistroWatch Weekly) в 2015 году:
Хотя я не собирался использовать Raspberry Pi в качестве настольного компьютера, операционная система Raspbian предоставляет пользователям среду рабочего стола LXDE. Pi не обладает высокоскоростными процессором или памятью, но у него имеется достаточно ресурсов для запуска LXDE и нескольких приложений. До тех пор, пока пользователь не захочет исполнения многих задач сразу, Pi предлагает довольно отзывчивый рабочий стол. Я, скорее всего, не буду запускать на Pi более тяжелые программы, такие как LibreOffice или Firefox, но Raspbian предоставляет браузер Epiphany и несколько других настольных программ.